# Synelnykove (huyện)
Synelnykove (tiếng Ukraina: Синельниківський район, chuyển tự: Synelnykoves’kyi raion) là một huyện của tỉnh Dnipropetrovsk thuộc Ukraina. Huyện Synelnykove có diện tích 1.648 km², dân số theo điều tra dân số ngày 5 tháng 12 năm 2001 là 41.467 người với mật độ 25 người/km². Trung tâm huyện nằm ở Synelnykove.